# Aphilopota zonata
Aphilopota zonata är en fjärilsart som beskrevs av Louis Beethoven Prout 1954. Aphilopota zonata ingår i släktet Aphilopota och familjen mätare. Inga underarter finns listade i Catalogue of Life.